# Friedrich W. Herzog
Friedrich Wilhelm Herzog (* 30. März 1902 in Oldenburg; † 3. November 1976 ebenda) war ein deutscher Schriftsteller und Musikkritiker.

## Leben
Herzog trat zum 1. Juni 1931 in die NSDAP ein (Mitgliedsnummer 566.797), aus der er allerdings wieder September 1932 gestrichen wurde, und wurde Leiter der Musikabteilung der Nationalsozialistischen Kulturgemeinde. Nach der „Machtergreifung“ der Nationalsozialisten unterschrieb er im Oktober 1933 mit weiteren 87 Schriftstellern das Gelöbnis treuester Gefolgschaft für Adolf Hitler. 1934 publizierte er das Buch Was ist deutsche Musik, in dem er schrieb: „Wir wollen eine Musik, die erfüllt ist von der Ausdrucksgewalt der nationalsozialistischen Idee.“ Im selben Jahr wurde er am 1. Juli Schriftleiter der Zeitschrift Die Musik, Organ der NS-Kulturgemeinde. Ende August 1935 war Herzog kurzfristig in Gestapo-Haft, weil er laut den Tagebuchaufzeichnungen von Goebbels dessen Frau Magda schwer beleidigt hatte. Dies schadete ihm jedoch nur kurzfristig, denn 1936 wurde er vom Schriftleiter zum Herausgeber der Zeitschrift Die Musik befördert. Allerdings wurde er später von Herbert Gerigk abgelöst. Dieser urteilte über Herzog: „Herzog hat Die Musik zu einem kompromißlos geführten Organ nationalsozialistischer Kulturpflege gemacht.“
Nach dem Zweiten Weltkrieg arbeitete Herzog als Musiklehrer. Er starb 1976 in Oldenburg.

## Werke
- Wilhelm Backhaus. Der Pianist der Totalität, Berlin 1935  (= Musikalische Schriftenreihe der NS-Kulturgemeinde, H. 8)